# King Creole (album)
King Creole è il quinto album in studio di Elvis Presley, pubblicato nel 1957 negli Stati Uniti dalla RCA Victor Records, contenente la colonna sonora del film La via del male, interpretato dallo stesso Presley.

## Descrizione
Il disco venne registrato in appena tre sedute di registrazione presso gli studi Radio Recorders di Hollywood, California. Il disco raggiunse la posizione numero 2 della classifica Billboard 200 negli Stati Uniti.
Il gruppo di canzoni destinate all'album, furono scritte dal team di compositori della Hill and Range, la compagnia di pubblicazione di proprietà dello stesso Presley e del Colonnello Tom Parker: Fred Wise, Ben Weisman, Claude Demetrius, Aaron Schroeder, Sid Tepper, e Roy C. Bennett. Limitato ma fondamentale fu anche l'apporto degli autori Jerry Leiber e Mike Stoller, che avevano ben impressionato il Colonnello durante la lavorazione del precedente film di Elvis, il delinquente del rock and roll, per il quale avevano praticamente scritto tutta la musica. Sul disco, i due collaborano con tre canzoni: la title track, Steadfast, Loyal And True, e Trouble. L'interpretazione di Presley di Trouble nel film, allude allo stile dei bluesmen Muddy Waters e Bo Diddley; la canzone verrà poi riesumata con successo durante il celebre speciale tv della NBC del 1968, il '68 Comeback Special.
I brani Hard Headed Woman e Don't Ask Me Why furono pubblicati su singolo il 10 luglio 1958, in contemporanea con la prima del film. Hard Headed Woman, il lato A, e Don't Ask Me Why, il lato B, entrarono entrambe nella classifica Billboard Hot 100, raggiungendo rispettivamente il primo e il 25º posto negli Stati Uniti.
Sempre nel 1958, l'album contenente la colonna sonora, fu pubblicato anche in versione doppio EP con il titolo King Creole Vol. 1 e King Creole Vol. 2.
L'album è stato ristampato in formato compact disc, in una edizione espansa, il 15 aprile 1997. Per la ristampa furono aggiunte sette tracce bonus, inclusa la canzone Danny proveniente dalle stesse sessioni per il disco, e 6 versioni alternative di brani noti, 4 di queste inedite.

## Tracce

### Lato 1
| Traccia | Registrazione | Titolo                | Autore                       | Durata |
| ------- | ------------- | --------------------- | ---------------------------- | ------ |
| 1.      | 23/01/58      | King Creole           | Jerry Leiber e Mike Stoller  | 2:16   |
| 2.      | 16/01/58      | As Long As I Have You | Fred Wise e Ben Weisman      | 1:50   |
| 3.      | 15/01/58      | Hard Headed Woman     | Claude Demetrius             | 1:53   |
| 4.      | 15/01/58      | Trouble               | Jerry Leiber e Mike Stoller  | 2:16   |
| 5.      | 16/01/58      | Dixieland Rock        | Claude Demetrius e Fred Wise | 1:46   |

### Lato 2
| Traccia | Registrazione | Titolo                    | Autore                             | Durata |
| ------- | ------------- | ------------------------- | ---------------------------------- | ------ |
| 1.      | 16/01/58      | Don't Ask Me Why          | Fred Wise e Ben Weisman            | 2:06   |
| 2.      | 16/01/58      | Lover Doll                | Wayne Silver e Abner Silver        | 2:09   |
| 3.      | 15/01/58      | Crawfish                  | Fred Wise e Ben Weisman            | 1:48   |
| 4.      | 23/01/58      | Young Dreams              | Aaron Schroeder e Martin Kalmanoff | 2:23   |
| 5.      | 23/01/58      | Steadfast, Loyal And True | Jerry Leiber e Mike Stoller        | 1:15   |
| 6.      | 15/01/58      | New Orleans               | Sid Tepper e Roy C. Bennett        | 1:58   |

### Bonus track ristampa 1997
| Traccia | Registrazione | LP/EP                               | N° Catal.    | Data  | Pos. Clas. | Titolo                                                     | Autore                      | Durata |
| ------- | ------------- | ----------------------------------- | ------------ | ----- | ---------- | ---------------------------------------------------------- | --------------------------- | ------ |
| 1.      | 15/01/58      | precedentemente inedita             |              |       |            | King Creole (alternate version take 18)                    | Jerry Leiber & Mike Stoller | 2:04   |
| 2.      | 23/01/58      | precedentemente inedita             |              |       |            | As Long As I Have You (movie version alternate take 4)     | Fred Wise e Ben Weisman     | 1:24   |
| 3.      | 01/58         | Elvis: A Legendary Performer Vol. 3 | CP1 3082     | 12/78 | numero 113 | Danny                                                      | Fred Wise e Ben Weisman     | 1:51   |
| 4.      | 16/01/58      | precedentemente inedita             |              |       |            | Lover Doll (undubbed)                                      | Wayne Silver & Abner Silver | 2:09   |
| 5.      | 16/01/58      | precedentemente inedita             |              |       |            | Steadfast, Loyal And True (movie version alternate master) | Jerry Leiber & Mike Stoller | 1:15   |
| 6.      | 16/01/58      | Essential Elvis Vol. 3              | RCA 2229-2-R | 1/91  |            | As Long As I Have You (movie version take 8)               | Fred Wise e Ben Weisman     | 1:24   |
| 7.      | 23/01/58      | Essential Elvis Vol. 3              | RCA 2229-2-R | 1/91  |            | King Creole (alternate take 3)                             | Jerry Leiber & Mike Stoller | 2:04   |

## Musicisti
- Elvis Presley - voce, chitarra
- Scotty Moore - chitarra
- Tiny Timbrell - chitarra
- Neal Matthews - basso, chitarra
- Dudley Brooks - pianoforte
- Bill Black - basso
- D. J. Fontana - batteria
- Bernie Mattinson - batteria
- The Jordanaires - cori
- Kitty White - voce in Crawfish
- Gordon Stoker - bonghi
- Hoyt Hawkins - cembali
- Ray Siegel - basso, tuba
- Mahlon Clark - clarinetto
- John Ed Buckner - tromba
- Justin Gordon - sassofono
- Elmer Schneider - trombone
- Warren Smith - trombone